# Municipio de Munson (Minnesota)
El municipio de Munson (en inglés: Munson Township) es un municipio ubicado en el condado de Stearns en el estado estadounidense de Minnesota. En el año 2010 tenía una población de 1466 habitantes y una densidad poblacional de 15,03 personas por km².

## Geografía
El municipio de Munson se encuentra ubicado en las coordenadas 45°27′7″N 94°34′50″O / 45.45194, -94.58056. Según la Oficina del Censo de los Estados Unidos, el municipio tiene una superficie total de 97,52 km², de la cual 89,51 km² corresponden a tierra firme y (8,21 %) 8,01 km² es agua.

## Demografía
Según el censo de 2010, había 1466 personas residiendo en el municipio de Munson. La densidad de población era de 15,03 hab./km². De los 1466 habitantes, el municipio de Munson estaba compuesto por el 98,84 % blancos, el 0,07 % eran afroamericanos, el 0,14 % eran amerindios, el 0,27 % eran asiáticos y el 0,68 % pertenecían a dos o más razas. Del total de la población el 0,41 % eran hispanos o latinos de cualquier raza.